# Tháp Yang Prong
Tháp Chăm Yang Prong (Thần vĩ đại) hay còn gọi là Tháp Chăm Rừng xanh là một ngôi tháp Chăm ở xã Ea Rốk, huyện Ea Súp, tỉnh Đăk Lăk, cách thị trấn Ea Súp khoảng 15 km, cách thành phố Buôn Ma Thuột khoảng 100 km... Cho đến thời điểm hiện tại, đây cũng chính là ngọn tháp Chàm duy nhất được ghi nhận trên vùng đất Tây Nguyên.
Trong thời gian chiến tranh, tháp đã bị đánh mìn một lần nên đã hư hỏng nhiều. Hiện nay tháp Yang Prong đã được tu bổ và trở thành một điểm tham quan quan trọng ở Đắk Lắk.

## Lịch sử[2]
Yang Prông có nghĩa là tháp thờ Thần Lớn, vị thần chuyên cai quản mùa màng theo quan niệm của người Chăm cổ
Tháp được xây dựng vào cuối thế kỷ XIII dưới thời Vua Sinhavarman III (Chế Mân), thờ thần Shiva dưới dạng Mukhalinga, cầu mong sự nảy nở của giống nòi, và ấm no hạnh phúc. Tháp Yang Prong được phát hiện vào khoảng những năm 1904 -1911 bởi một nhà dân tộc học người Pháp tên Henri Maitre. Nhà khoa học này đã khảo tả về công trình này trong cuốn Les jungles Moi (Rừng Mọi) xuất bản tại Paris năm 1912.
Năm 1906, người ta thấy ở trên khung cửa đá của tháp những dòng bia ký cổ của vị Vua Chăm trị vì vào cuối thế kỷ XIII. Những dấu tích vật chất quanh Yang Prông lại như chứng tỏ đây vốn là một khu thành trì dinh thự xưa của người Chăm ở Tây Nguyên.
Năm 1990, nhiều nhà khoa học trong và ngoài nước đã tìm đến và có một số công trình nghiên cứu về tháp. Các nhà khoa học đều khẳng định: Yang Prông được xây dựng vào thế kỷ 13, chứng tỏ cách đây khoảng 700 năm, Tây Nguyên không chỉ có người bản địa mà đã có những dân tộc khác cùng sinh sống. Yang Prông là một di tích có ý nghĩa lớn đối với các nhà dân tộc học, lịch sử, kiến trúc…

## Kiến trúc
Tháp Yang Prong là một khối kiến trúc bằng gạch nung đỏ trên nền cao bằng đá xanh. Toà tháp còn khá nguyên vẹn, cao khoảng 10m, xây bằng gạch cứng với nhiều kích cỡ khác nhau. Tháp có bình đồ vuông, phần tiền sảnh phía Đông rộng 1,60m. Cấu trúc tháp hình vuông mỗi cạnh dài 5m, mỗi mặt tường ngoài là 3 cửa giả, một cửa duy nhất mở về hướng Ðông, nơi ngự trị của các vị thần linh. Phía trên mở rộng và thon vút hình tháp bút, khác biệt với kiến trúc của các tháp Chàm khác ở Trung Bộ. Đây là một công trình còn dang dở, bởi lẽ khi xây dựng tháp, đồng bào Chăm không bao giờ xây một cái mà thường là một quần thể.
Trong thời gian chiến tranh, tháp bị những kẻ đi tìm vàng đánh mìn nên đã hư hỏng nhiều. Tháp cũng không được xây dựng trên những ngọn đồi cao, núi thấp không bóng cây như những ngọn tháp chàm khác mà lại nằm chìm lấp dưới những tán cổ thụ của rừng già Ea Súp và bên dòng sông Ea H'leo hiền hòa.